# An Se-bok
An Se-bok ((안세복?); 29 ottobre 1946) è un ex calciatore nordcoreano, di ruolo centrocampista.

## Carriera
Rappresentò la sua nazione ai mondiali di Inghilterra del 1966. Giocò anche per l'Amrokgang Sports Club.